# 姉ちゃんのススメ 〜お姉ちゃんのイタズラ性生活〜
『姉ちゃんのススメ 〜お姉ちゃんのイタズラ性生活〜』（ねえちゃんのすすめ おねえちゃんのいたずらせいせいかつ）は、2019年2月28日にアトリエかぐやから発売された18禁アドベンチャーゲーム。

## 登場人物
夏野 晋次（なつの しんじ）
主人公。初月学園二年生で、放課後は姉の藍衣が経営する喫茶店「ナツノ」でアルバイトをしている。
素直で容姿は整っており、特に年上受けしやすい。幼少期から密かにモテていたが、姉である藍衣の過保護に加え、本人も知らずのうちに藍衣と青葉によって女子を遠ざけられて生きてきたため、自分はモテないと思い込んでおり、好意に鈍感（青葉曰く「困ったくらい鈍感」）。
夏野 藍衣（なつの あい）
声 - 手塚りょうこ
晋次の姉。社会人で喫茶店「ナツノ」のオーナー。長身で抜群のプロポーションで男女問わず、高い人気を誇るクールな美女。「ナツノ」には藍衣目当ての男性客も多いが、これまで告白はすべて断っており、男っ気がないことからもアイドル的人気を博している。
晋次のことは「最愛の弟」と呼んで人目はばからず溺愛しているが、実態は重度のブラコンで晋次と二人っきりになると性的ないたずらやき濃密なスキンシップをしたがる。また独占欲も強く、晋次を管理したがり、性悪女に騙されないようにという名目で青葉と一緒に晋次の周囲の女を遠ざけていたこともあって現在でも青葉や詩子を警戒している。特に青葉は晋次の姉ポジションを脅かす、長年のライバル関係にあり、顔を合わせれば口論が絶えない。
「ナツノ」は夏野姉弟の祖母が経営していたが引退して、幼少期から手伝いに入っていた藍衣が学園卒業後に店を引き継ぎ、テレビ番組でも紹介されたことで行列の絶えない大人気店となっている。
神谷 青葉（かみや あおば）
声 - 八尋まみ
夏野家の隣家に住む姉弟の幼馴染の大学生。藍衣に劣らぬプロポーションを持つギャル系女子で晋次曰く「黙ってれば美人」。昔から晋次をからかったり、こき使ったりしているため、最近では晋次からは一歩引かれている。
実は幼少期から晋次にベタ惚れしており（藍衣曰く「あからさま過ぎて本人以外にはバレバレ」）、藍衣に協力させられて晋次の周囲の女を遠ざけていたこともある。以来、藍衣とはライバル関係にあり、晋次との交際を夢見ているが、鈍感な晋次は青葉の想いに気付かず、いつも藍衣に邪魔されてお仕置きを受けているため、それらの欲求不満が前述の晋次への態度に繋がっている。藍衣を出し抜こうと虎視眈々と狙っているが、時雨の登場により危機感を強める。
夏野 詩子（なつの うたこ）
声 - 御苑生メイ
夏野家の後妻で姉弟の義母。藍衣とは10歳ほどしか年齢が変わらず、おっとりした若々しいグラマラスな美女。母性本能や性欲が強く、夫・英緒の単身赴任もあって欲求不満気味。
喫茶店の経営で多忙な藍衣に代わって、専業主婦として夏野家の家事全般を担当している。藍衣と晋次との家族らしいスキンシップを望んでいるが、実は晋次目当ての再婚ではないかと疑う藍衣からは一歩引かれており、晋次も藍衣から詩子と親密になりすぎないようにと釘を刺されているため、それらも悩みの種となっている。
松永 時雨（まつなが しぐれ）
声 - 風花ましろ
初月学園二年生で、晋次のクラスメイト。学園でもトップクラスの人気を誇り、あらゆる男子の告白をフッている難攻不落のクールな美少女。
友人とのゲーム勝負で負けた罰ゲームとして告白してきた晋次もあっさり断られるが、友達になるのは構わないと言われ、周囲に驚愕される。以降は、一緒に登下校したがったり、年上の藍衣や青葉とも一歩も引かずに張り合うようになる。ある秘密を抱えている。
夏野 英緒（なつの ひでお）
夏野姉弟の父親。詩子と再婚してからほどなくしてフランスに転勤となり、現在は単身赴任している。
神谷葉介（かみや ようすけ）、神谷碧（かみや みどり）
青葉の両親。隣家の夏野家とは家族ぐるみの付き合いをしており、青葉の晋次への好意にも気付いているため、両親公認の仲。

## スタッフ
- 原画：Choco chip
- シナリオ：近江達祐/七央結日/風間ぼなんざ/他